# Permia
La  Permia o Grande Permia (in russo Великая Пермия?) era uno stato Komi medievale nell'attuale kraj di Perm' di Russia. È stato detto che Cherdyn fosse stata la sua capitale.

## Storia
La relazione della Permia con la Bjarmaland delle saghe nordiche viene spesso dibattuta, ma resta incerta.  È stato anche supposto che la regione del Wisu menzionata dalle fonti arabe contemporanee sarebbe stata proprio la Grande Permia.
I principati erano situati lungo la zona del corso superiore del fiume Kama e mantennero strette connessioni con la vicina Permia di Vyčegda (Perm' malaja, la Minore). Entrambe le regioni permiche erano tributarie della Repubblica di Novgorod fin dal IX o X secolo. La Permia di Vyčegda venne cristianizzata da Stefano di Perm' nel XIV secolo e successivamente sottomessa alla Moscovia. Nel 1451 un casato dei principi di Permia ottenne il controllo di entrambe le regioni come vassalli di Mosca con il titolo di principi Vymskij e principi Velikopermskij. Infatti, vennero ad essere presto cristianizzati dopo che la Grande Permia ottenne più indipendenza rispetto alla Permia di Vyčegda che venne ad essere sottoposta a tre poteri: Principato di Mosca, Novgorod e Kazan'. Finalmente nel 1472 un esercito di vassalli di Mosca, con i principi Vymsky fra essi, conquistarono la Grande Permia, catturando il loro fratello, il principe Michail Velikopermskij. Tuttavia quest'ultimo da Mosca ritornò presto a governare di nuovo sui suoi domini per tutto il resto della sua vita. Suo figlio Matvej Velikopermskij fu infine deposto dal Gran Principe di Mosca nel 1505.

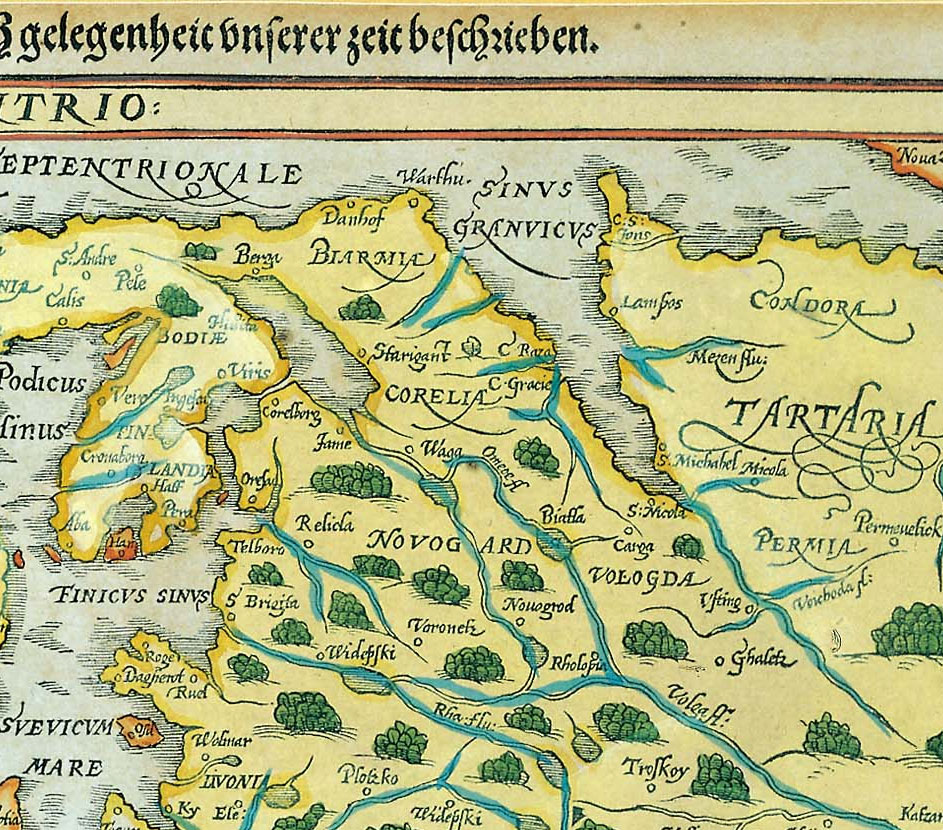
Mappa della Russia settentrionale, comprendente la Permia; di Gerardus Mercator (Amsterdam, 1595)

Fino al XVIII secolo, il nome Grande Permia veniva ufficialmente utilizzato nell'area lungo il corso superiore del fiume Kama, di cui una parte meridionale fu governata dagli Stroganov.